# USS Moray (SS-300)
Za druga plovila z istim imenom glejte USS Moray.
USS Moray (SS-300) je bila jurišna podmornica razreda balao v sestavi Vojne mornarice Združenih držav Amerike.